# Martín Bermúdez
Martín Bermúdez Mendoza (né le 19 mai 1958 à El Carrizalillo, commune de Turicato, État du Michoacán) est un athlète mexicain, spécialiste de la marche.
Parmi ses nombreuses victoires, il remporte la Coupe du monde de marche à Eschborn sur 50 km en 1979, en établissant son meilleur temps en 3 h 43 min 36 s. La même année, il remporte la médaille d'argent lors des Jeux panaméricains de 1979. Il remporte aussi trois Coupes panaméricaines de marche en 1986, 1988 et 1990.